# Bosque montano del noroeste de la península ibérica
El bosque montano del noroeste de la península ibérica es una ecorregión de la ecozona paleártica, definida por WWF, que se extiende por las montañas desde España hasta Portugal.

## Descripción

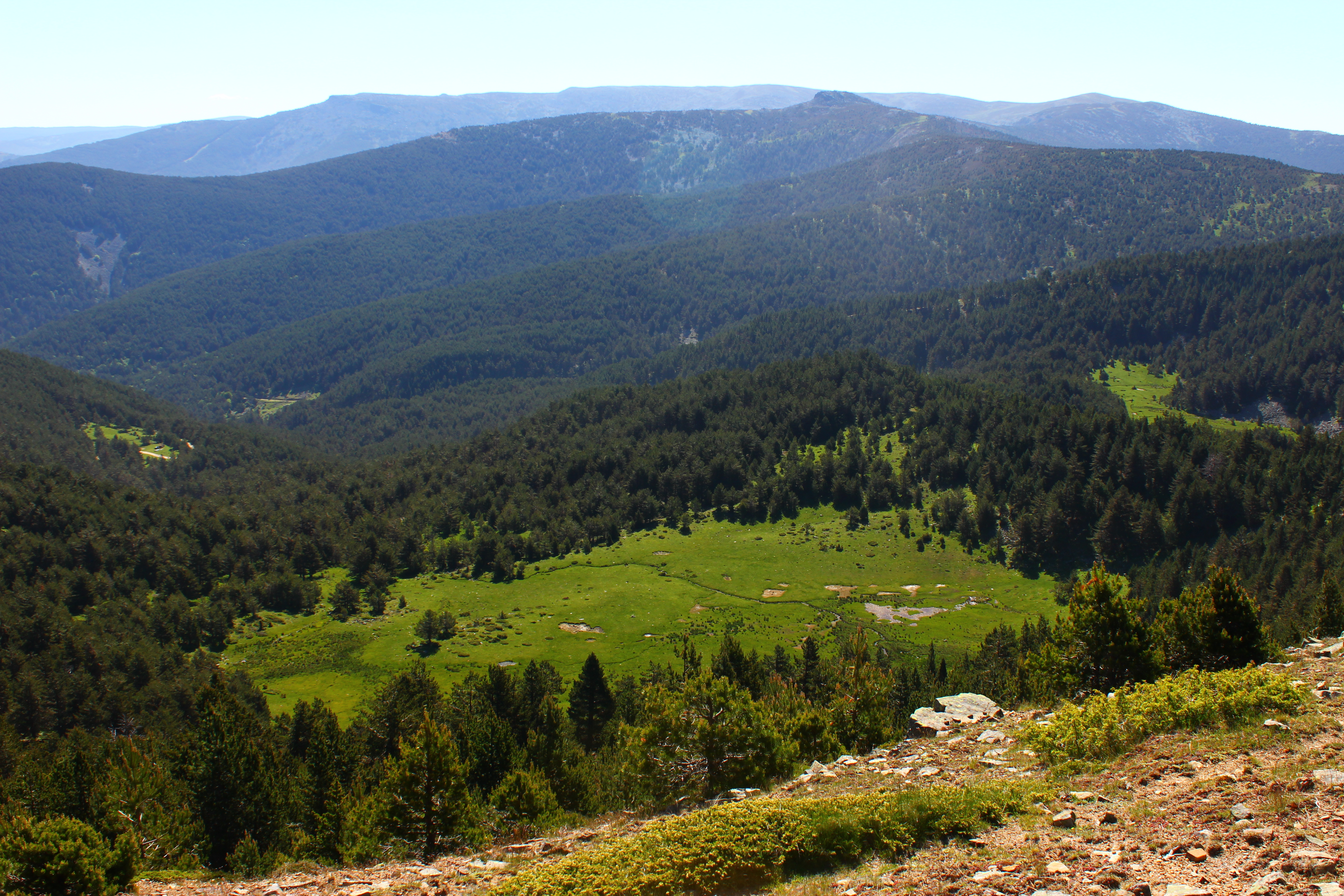
Bosques en Sierra de Cebollera, La Rioja.

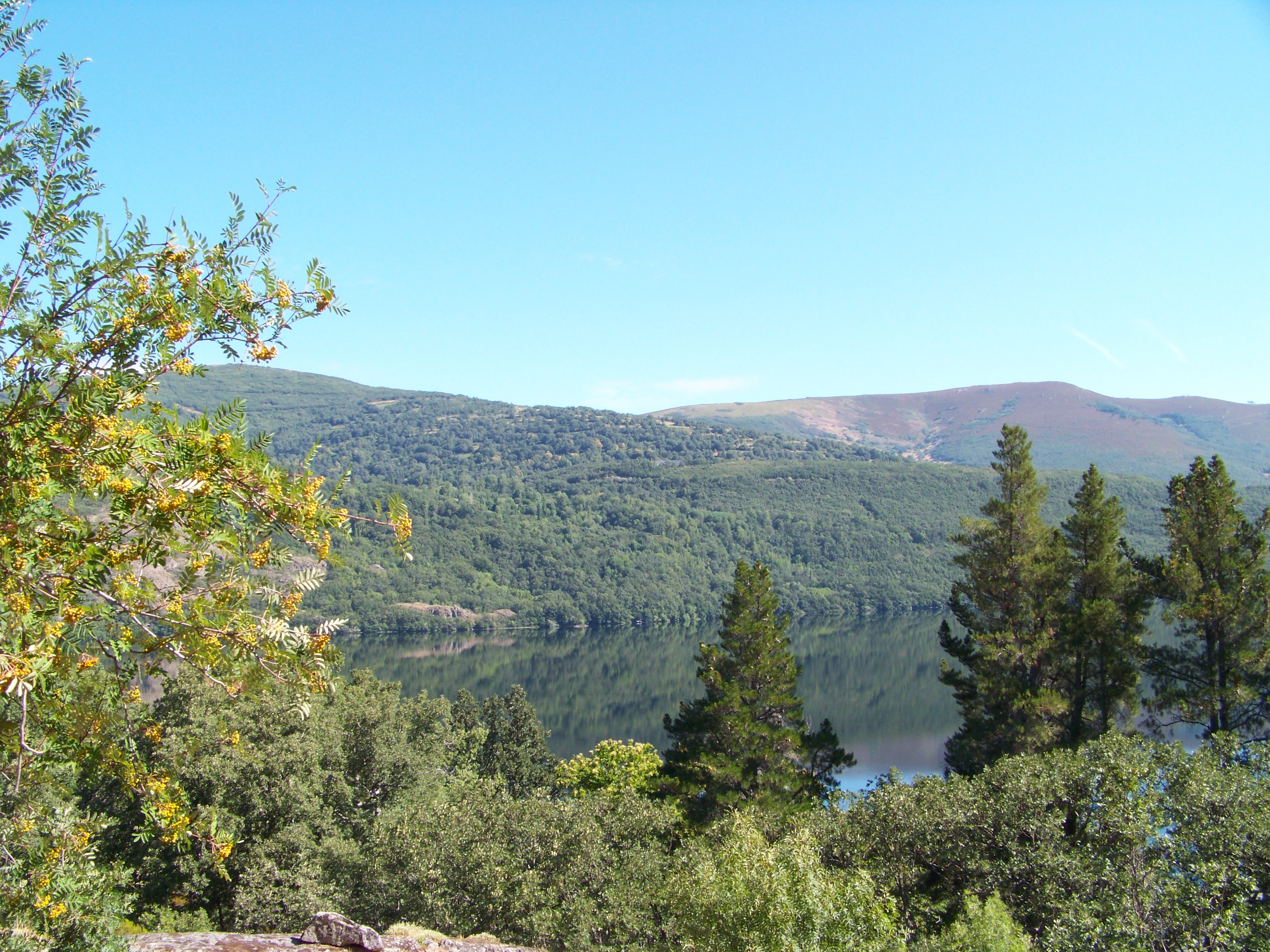
Alrededores Lago de Sanabria (Provincia de Zamora).

Es una ecorregión de bosque mediterráneo de montaña que ocupa 57 300 kilómetros cuadrados en las zonas montañosas del noroeste de la península ibérica, desde la cara sur de la cordillera Cantábrica hasta el Sistema Central. El clima de la zona es el Clima mediterráneo continentalizado.

## Flora
Aunque la vegetación dominante es el encinar y el robledal, perviven bosques relictos de coníferas en áreas rocosas, sobre todo de pino rodeno (Pinus pinaster), pino silvestre (Pinus sylvestris), enebro de la miera (Juniperus oxycedrus) y sabinares de sabina albar (Juniperus thurifera).

## Fauna
La ecorregión alberga la mayor población de lobo (Canis lupus signatus) de la península ibérica.
Entre las aves rapaces destacan el buitre leonado (Gyps fulvus), el águila real (Aquila chrysaetos), el águila culebrera europea (Circaetus gallicus) y el alimoche (Neophron percnopterus).

## Estado de conservación
Vulnerables. Muchos bosques de esta ecorregión han desaparecido por la larga historia de agricultura y ganadería en la península, y la mayor parte de los que quedan son secundarios. Las principales amenazas para estos bosques son los incendios forestales y la caza furtiva.

## Protección

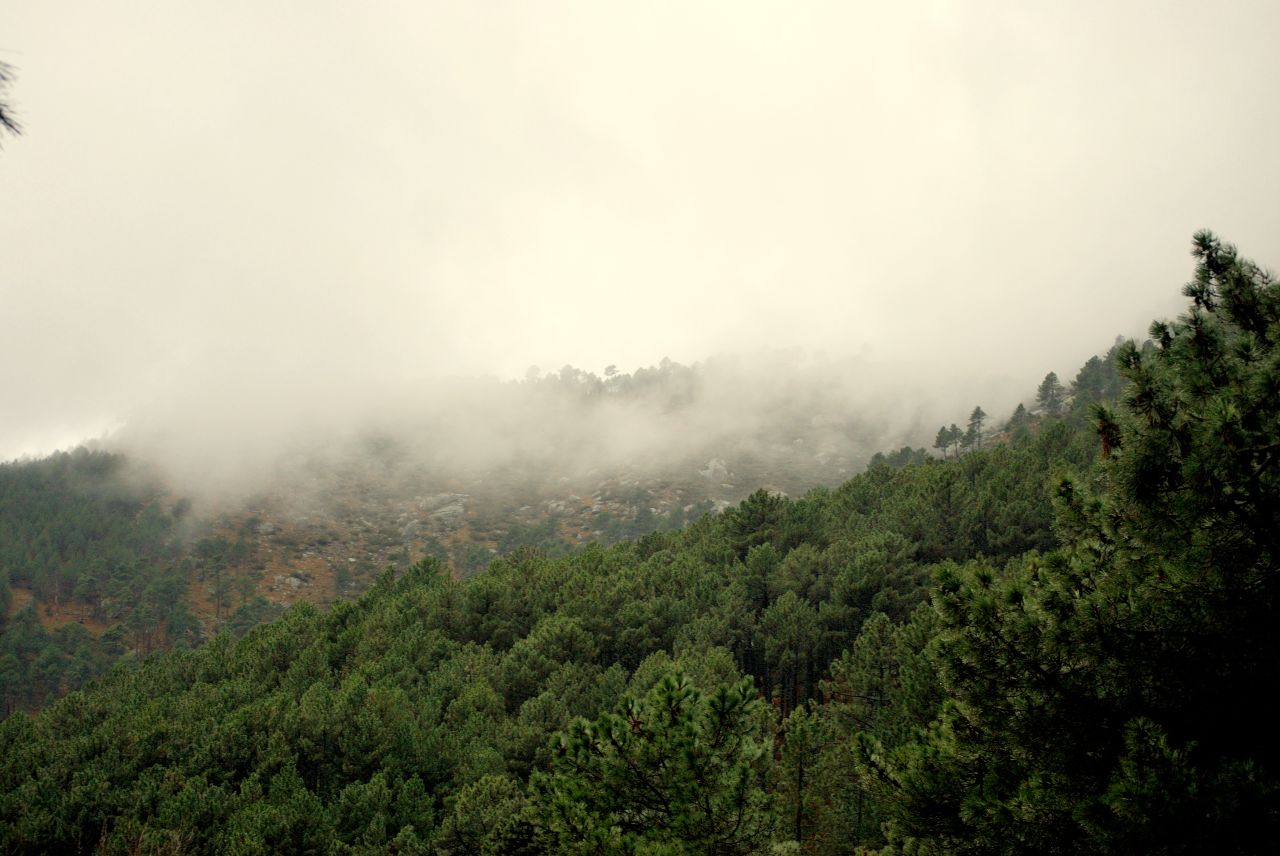
Bosques de pino rodeno en la cara sur de la Sierra de Gredos (Sistema Central).

Existen muchos niveles de protección en estos bosques. Por orden de importancia serían: 
Parques nacionales
- Parque nacional de Peneda-Gerês
- Parque nacional de los Picos de Europa
- Parque nacional de Cabañeros

Parques naturales
- Parque natural de la Sierra de Cebollera
- Parque natural de la Sierra de la Estrella
- Parque natural de Las Batuecas-Sierra de Francia
- Parque natural Montaña Palentina
- Parque natural de Arribes del Duero
- Parque natural del Tajo Internacional
- Parque natural de Montesinho

Parques regionales
- Parque regional de la Sierra de Gredos
- Parque regional Montaña de Riaño y Mampodre

Reservas de la biosfera
- Reserva de la biosfera de Babia
- Reserva de la biosfera de los Ancares Leoneses
- Reserva de la biosfera del Valle de Laciana
- Reserva de la biosfera de los Valles de Omaña y Luna